# Алберт I фон Ротенфелс-Грумбах
Алберт I фон Ротенфелс-Грумбах (на немски: Albert I von Rothenfels-Grumbach; † юли или август 1190, Мала Азия) от благородническата фамилия Грумбах, е господар на Ротенфелс-Грумбах и фогт на манастир Китцинген в Долна Франкония в Бавария.

## Произход и наследство
Той е син на Марквард II фон Грумбах († 9 февруари 1164) и съпругата му Тута (фон Лауда ?) († 15 април пр. 1176), вероятно дъщеря на Хартман фон Алерхайм-Аухаузен. Внук е на Марквард I фон Грумбах, фогт на манастирите Шлухтерн и Нойщат ам Майн († 23 май 1125) и Фридеруна фон Вазунген († между 23 януари 1149 – 1157). Брат е на Марквард III фон Грумбах, граф на Подеста, Бресция и Бергамо, от 1164 г. щатхалтер на Ломбардия († 5 май 1166, Италия), Ото фон Грумбах († ок. 19 юни 1170), Хайнрих I, господар на Ротенфелс-Грумбах, „рееве“ на Китцинген († 20 ноември 1176), Кунигунда фон Грумбах († сл. 1190), абатиса на Ихтерсхаузен, Агнес фон Грумбах († сл. 1179), приорес в Ихтерсхаузен.
Баща му е верен привърженик на Щауфените и ок. 1150 г. построява замък Ротенфелс. Фамилията скоро се мести от резиденцията Бурггрумбах в Ротенфелс и взема името „фон Ротенфелс“.
Алберт участва в Третия кръстоносен поход и умира през юли или август 1190 г. в Мала Азия.
Фамилията Грумбах измира по мъжка линия през 1243 г. с внукът му Алберт II фон Грумбах († 1241/1243), господар на Ротенфелс. Собственостите отиват на граф Лудвиг фон Ринек († 1 май 1291), който е женен за Аделхайд († 18 юли 1300), дъщеря на Алберт II.

## Фамилия
Алберт I фон Ротенфелс-Грумбах се жени за фон Лобдебург. Те имат децата:
- синове († сл. 1193)
- Хайнрих II фон Ротенфелс, фогт на Нойщат († декември 1230), баща на Алберт II фон Грумбах, фогт на Шлухтерн († 1241/1243)
- Марквард IV фон Грумбах († сл. 1215)
- Мехтилд фон Грумбах, омъжена за Конрад I фон Тримберг († сл. 1230)